# Markus Mendler
Markus Mendler (Memmingen, 7 januari 1993) is een Duits voetballer die doorgaans speelt als middenvelder. In juli 2021 verruilde hij 1. FC Saarbrücken voor FC 08 Homburg.

## Clubcarrière
Tot 2008 was Mendler actief in de jeugd van FC Memmingen. In dat jaar stapte de middenvelder over naar de opleiding van profclub 1. FC Nürnberg. Vanaf 2010 speelde hij in het eerste elftal, waarvoor hij op 16 oktober van dat jaar zijn debuut maakt tijdens een uitwedstrijd bij FC St. Pauli (3–2 nederlaag). Vanaf 2011 speelde hij tevens voor de beloften van de club. In januari 2014 werd besloten om Mendler voor een half jaar te verhuren aan SV Sandhausen.
Na zijn terugkeer speelde hij alleen nog voor de beloften van Nürnberg en in de zomer van 2015 mocht hij transfervrij vertrekken. Stuttgarter Kickers werd destijds zijn nieuwe werkgever. Na een jaar verliet de middenvelder Stuttgart weer, toen hij voor twee jaar tekende voor 1. FC Saarbrücken. In februari 2018 werd deze verbintenis opengebroken en met twee jaar verlengd, tot medio 2020. In oktober 2019 verlengde hij zijn contract opnieuw met twee seizoenen.
Nadat deze verbintenis was afgelopen tekende Mendler voor twee jaar bij FC 08 Homburg. In juni 2023 werd zijn aflopende verbintenis opengebroken en met een jaar verlengd. Dit gebeurde een klein jaar later opnieuw. Ook in mei 2025 kwam er een seizoen bij zijn contract.